# Регент (дирижёр)

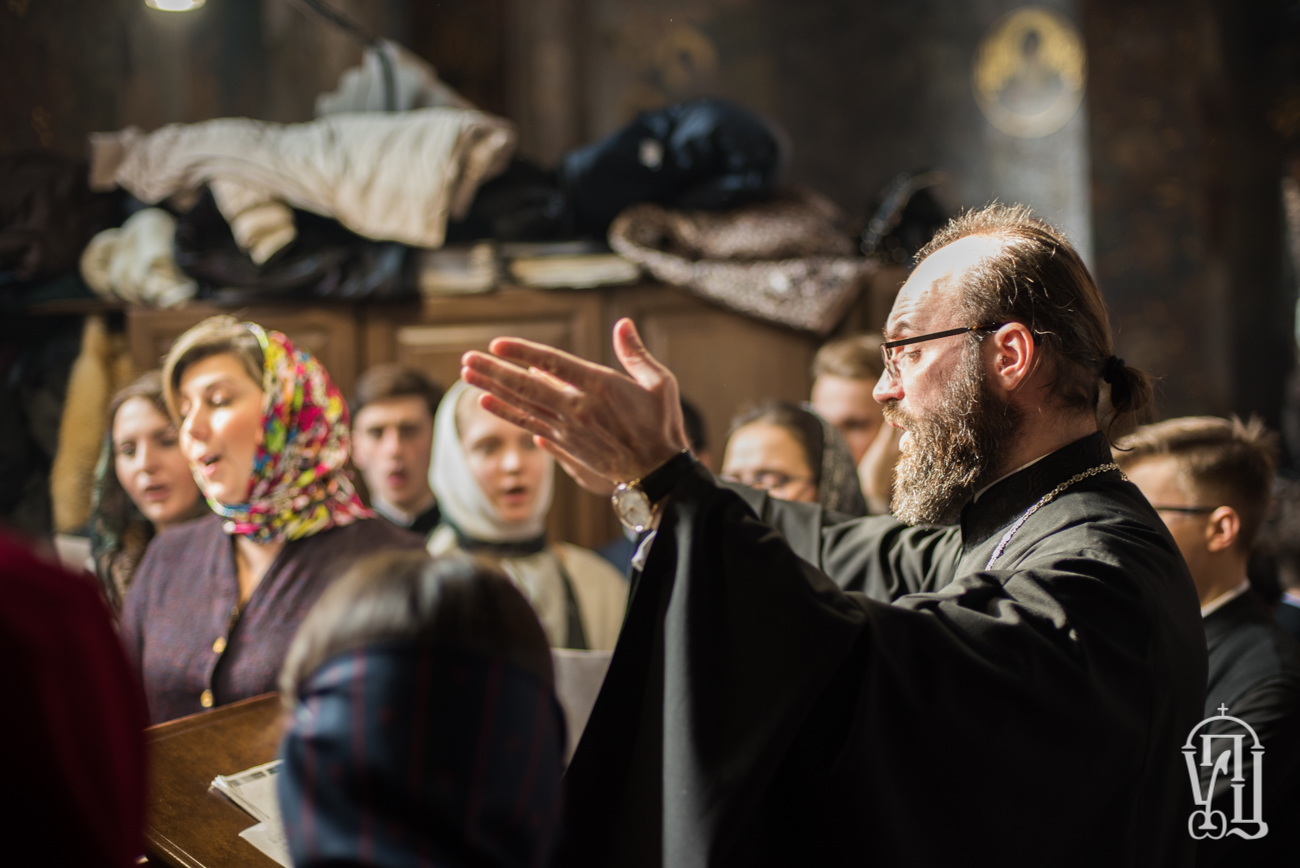

Ре́гент (от лат. regens, род. п. regentis — «правящий, управляющий») — руководитель церковного хора. Он подбирает голоса для хора, обучает его, руководит им при богослужении.

## История в России
В средние века в Западной Европе латинским словом regens называли временного правителя при несовершеннолетнем, болеющем или отсутствующем монархе, а также педагога, имеющего высокую квалификацию. Как обозначение музыканта, управляющего хоровым коллективом, этот термин стал использоваться, по-видимому, не ранее XVII века. В русской церковно-певческой практике XVI—XVII веков по отношению к руководителю хора (от приходского храма до государевых певчих дьяков) употреблялись термины «головщик» и «уставщик», в украинской партесной практике XVII века — также «вспевак». По мнению И. А. Гарднера, регентами стали называть руководителей хоров, исполнявших именно новое партесное пение. Регенты могли уже не принадлежать к клиру и занимались пением не только как частью богослужения, но и как видом музыкального искусства, звучавшего и вне стен храмов и связанного с многообразной деятельностью православных братств.
В Россию термин «регент» стал постепенно проникать вместе с партесным пением, которое митрополит Никон (Минов) ввёл ещё в Новгороде. В начале 1652 года от имени царя Алексея Михайловича были приглашены из Киева в Москву лучшие певцы и «руководители партесного пения» — киевлянин Ф. Я. Тернопольский с 10 певчими, а через месяц прибыл ещё один партесный хор из 9 киевлян. Тем не менее английский врач С. Коллинз, живший в 1659—1666 годы в Москве, ещё не называет руководителя хора певчих дьяков регентами, хотя свидетельствует, что видел у него партитуры хоровых произведений. Пополнение главных российских хоров в Москве, а затем и в Санкт-Петербурге певчими и регентами с Украины продолжилось в последующие годы. Они получали места в придворных хорах, где им поручалось руководство хором и обучение партесному пению, которое стало вытеснять более ранние виды многоголосия — строчное пение и демественное пение. Одно из первых упоминаний термина «регент» в официальных российских документах относится к 1741 году: 14 января заместитель гетмана генерал-аншеф Дж. Кейт сообщал в кабинет о целях работы школы для певчих, учрежденной по указу имп. Анны Иоанновны от 21 сент. 1738 г. в Глухове: «Набирать со всей Малой России из церковников, также из казачьих и мещанских детей и прочих… и велеть их регенту обучить киевскому и партесному пению…» В то время регентом этой школы был Фёдор Яворовский, обучивший и представивший для отсылки в Санкт-Петербург 11 воспитанников. В Придворной певческой капелле, руководителями которой становились и выпускники глуховской школы, например регенты-малороссы Μ. Ф. Полторацкий и Д. С. Бортнянский, название «регент» использовалось для опытных певчих, которым временно поручали управление хорами в церквах Придворного ведомства, а также стало синонимом для обозначения её руководителя, официально в XVIII века называвшегося уставщиком.
До середины XIX века подготовка церковных регентов сводилась к певческой практике. В 1846 году при Придворной певческой капелле по инициативе её директора А. Ф. Львова были организованы регентские классы, указом Синода предписывалось всем епархиальным архиереям направлять в капеллу способных певчих для получения регентского образования. С этого времени учителями пения и регентами хоров могли быть только получившие соответствующие аттестаты от капеллы. Там изучали элементарную теорию музыки, сольфеджио, гармонию, контрапункт, фугу, историю церковного пения, а также игру на фортепиано и скрипке. Сдавшие экзамен за один год обучения получали аттестат регента 3-го разряда (с правом обучения «ненотному пению»); сдавшие за два курса — регента 2-го разряда (с правом обучения партесному пению); сдавшие за трёхлетний курс — регента 1-го разряда (с правом обучения партесному пению и «сочинения композиций»). В 1857 году при Синодальном хоре в Москве получило официальный статус Синодальное училище церковного пения — среднее, а позднее высшее специальное музыкальное учебное заведение, которое стало крупнейшим центром научного исследования церковного пения и подготовки кадров учителей пения и регентов высокой квалификации. К концу XIX века Синодальное училище под руководством директора С. В. Смоленского разработало учебную программу, в которую было включено изучение безлинейной симиографии и истории церковного пения. В 1898 году решением Государственного совета Синодальное училище было официально признано средним учебным заведением с соответствующими правами гражданской и военной службы. Регентское отделение было верхней (после певческого) ступенью образования в Синодальном училище (с 6-го по 9-й класс) и состояло из младшего и старшего подразделений. Выпускники Придворной капеллы и Синодального училища становились либо руководителями церковных хоров, либо преподавателями хорового пения в учебных заведениях всей страны. Это обстоятельство содействовало тому, что русской хоровое пение к началу XX века достигло такого высокого художественного и профессионального уровня, что стало широко известно и популярно за пределами России.

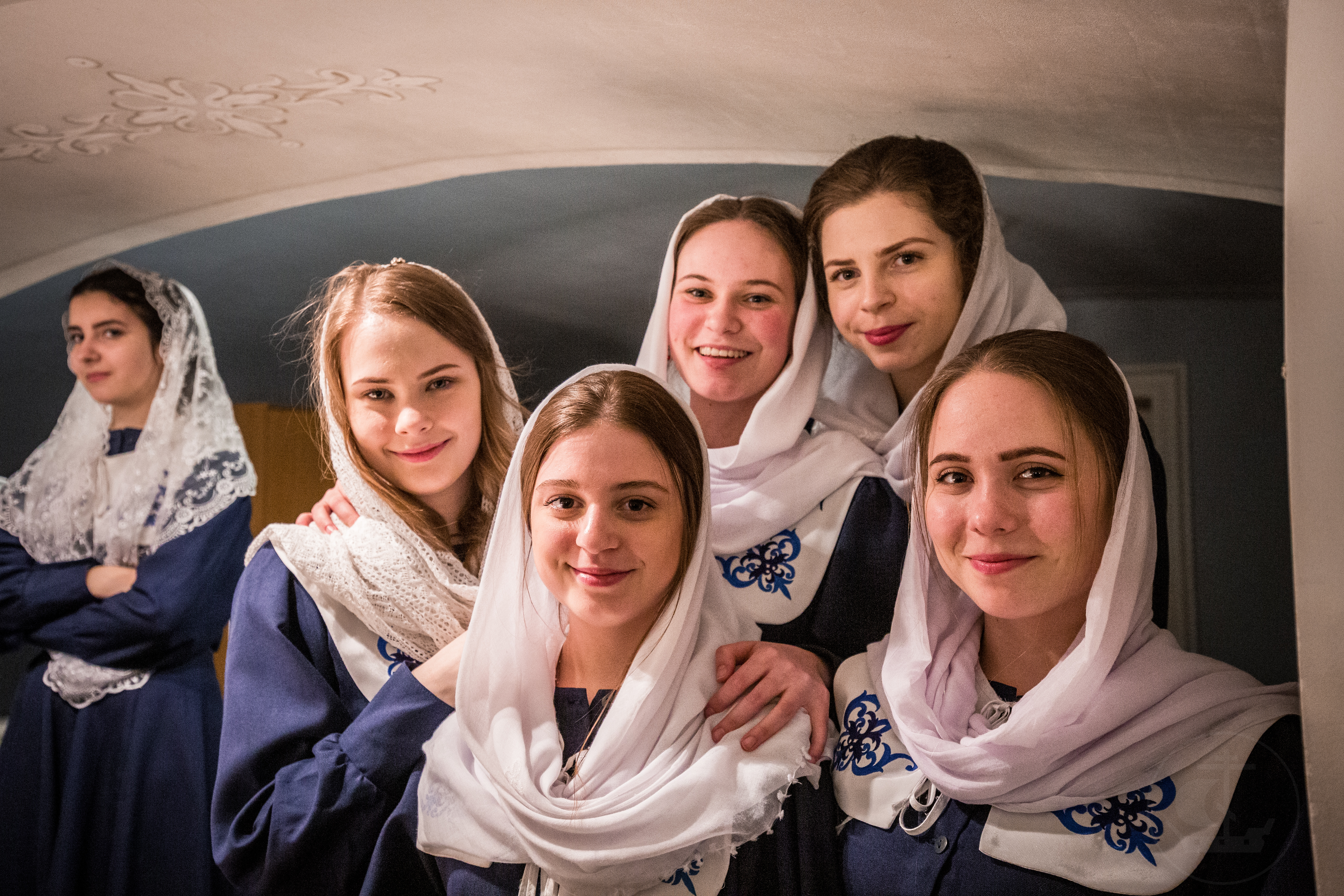
Студентки регентского отделения факультета церковных искусств Санкт-Петербургской духовной академии

В послевоенный период, когда после жесточайших гонений 20-30-х годов вновь открылись сотни храмов, культура церковного пения уже была во многом утеряна. К концу 1970-х годов положение оставалось не многим лучше, в основном вследствие отсутствия профессиональных регентов и учебных заведений для их подготовки. В 1950-х годы в возрожденных духовных школах появились регентские кружки, в 1967 году открылось регентское отделение при Ленинградской духовной академии, 2 года спустя — при Московской духовной академии. В 1978 году ректор Ленинградских духовных академии и семинарии архимандрит Кирилл (Гундяев) впервые в истории Русской православной церкви принял на обучение в регентский класс при Ленинградской духовной семинарии четырёх девушек. В 1979 году состоялось официальное открытие регентского отделения, поддержанное председателем Учебного комитета при Священном Синоде митрополитом Таллинским и Эстонским Алексием (Ридигером). Создавая регентское отделение в Ленинградской духовной академии и семинарии, ректор так сформулировал свою задачу — учреждение «такой школы, которая бы явилась воплощением желаний регентов старой России, школы, в которой будущие руководители церковных хоров получили бы все необходимые знания». 1 сентября 1979 года 20 студенток регентского отделения приступили к учёбе. Регентский класс при МДА был преобразован в 1985 году в регентскую школу, где занималось порядка ста воспитанниц. На тот момент это была единственная возможная форма женского религиозного образования. После этого появились регентские факультеты при духовных школах, регентские школы и курсы, стали проводить регентские съезды.
27 декабря 2016 года решением Священный Синод Русской православной церкви постановил «Считать важным регулярное проведение съездов регентов и певчих» и образовал Церковно-общественный совет при патриархе Московском и всея Руси по развитию русского церковного пения.